# Malumichampatti
Malumichampatti es una ciudad censal situada en el distrito de Coimbatore en el estado de Tamil Nadu (India). Su población es de 12936 habitantes (2011). Se encuentra a 15 km de Coimbatore.

## Demografía
Según el censo de 2011 la población de Malumichampatti era de 12936 habitantes, de los cuales 6568 eran hombres y 6368 eran mujeres. Malumichampatti tiene una tasa media de alfabetización del 86,09%, superior a la media estatal del 80,09%: la alfabetización masculina es del 90,38%, y la alfabetización femenina del 81,72%.